# Corevisí
Corevisí fue un rey indígena de Costa Rica, cuyos dominios fueron visitados por la expedición de Gil González Dávila en 1522. Su reino estaba ubicado en la costa oriental del golfo de Nicoya, posiblemente en la cuenca del río que conserva la denominación de río Corobicí, afluente del río Tempisque. Este reino pertenecía cultural e idiomáticamente a la llamada Área Intermedia, al contrario de los aledaños, que pertenecían al área de Mesoamérica.